# Вахтин, Юрий Борисович
Юрий Борисович Вахти́н  (25 ноября 1932, Ростов-на-Дону — 30 июня 2006) — российский учёный-генетик, профессор, академик РАЕН.

## Биография
Родился 25 ноября 1932 года в Ростове-на-Дону в семье журналистов Бориса Вахтина и Веры Пановой.
В 1955 году окончил кафедру генетики и селекции биолого-почвенного факультета Ленинградского государственного университета по специальности «дарвинист-генетик».
С 1958 по 1959 год работал в Биологическом институте АН БССР. С 1959 года работал в Ботаническом институте АН СССР. С 1959 года работал в Институте цитологии АН СССР, с 1972 по 2006 год заведовал лабораторией генетики клеточных популяций.
В 1972 году защитил докторскую диссертацию. С 1982 года — профессор. С 1991 года — академик РАЕН.
Основные работы выполнил в области генетики популяций соматических клеток. Изучал эпигенетическую изменчивость. Создал обобщенную генетическую теорию клеточных популяций. Разработал новую концепцию старения эукариотической клетки, организма и биологического вида и сформировал представления о генетическом гомеостазе многоклеточного организма.
Умер в 2006 году. Похоронен на Комаровском кладбище.

## Семья
- Вахтин, Борис Борисович (1907—1938) — отец, советский журналист.
- Панова, Вера Фёдоровна (1905—1973) — мать, советская писательница. Лауреат трёх Сталинских премий.
- Вахтин, Борис Борисович (1930—1981) — брат, русский советский писатель, драматург, сценарист, философ, переводчик, востоковед-синолог[3].